# Under the Volcano
Under the Volcano (bra: À Sombra do Vulcão; prt: Debaixo do Vulcão) é um filme méxico-estadunidense de 1984 dirigido por John Huston, baseado no romance homônimo do escritor inglês Malcolm Lowry, o qual já fora adaptado para o rádio em 1947.

## Sinopse
Cuernavaca, México, 1938. Geoffrey Firmin é um ex-cônsul britânico, torna-se alcoólatra após separar-se de Yvonne Firmin e resolve permanecer morando no México, onde relembra a traição de sua esposa com seu com seu meio-irmão, Hugh Firmin. Geoffrey sempre aguarda a volta da mulher e, no Dia de Finados, ela retorna repentinamente, com a finalidade de reatar seu casamento. Entretanto, as marcas da separação eram maiores do que ela imaginava.

## Prêmios e indicações
Óscar 1985 (EUA)
- Indicado nas categorias:

- Melhor ator (Albert Finney)
- Melhor trilha sonora
Globo de Ouro 1985 (EUA)
- Indicado nas categorias:

- Melhor ator - drama (Albert Finney)
- Melhor atriz - drama (Jacqueline Bisset)